# Éric Vleminckx
Éric Vleminck (Brussel, 17 juli 1964), ook gekend onder zijn artistennaam als Rick Allison, is een Belgisch-Canadese zanger en producent.

## Biografie
Rick Allison ontmoette zangeres Lara Fabian in een pianobar in Brussel in 1990 en begonnen samen muziek te schrijven. In 1991 verhuisden ze naar Montréal om aldaar aan het eerste album te werken. Allison produceerde Fabian's volgende Franstalige albums Carpe Diem, Pure en Nue en aan haar Engelstalige albums.
Voor het Eurovisiesongfestival 2002 schreef Allison voor zangeres Sandrine François het nummer Il faut du temps. Eveneens in 2002 werkte hij mee aan drie nummers van het album À la vie, à la mort van Johnny Hallyday waaronder het nummer Pense à moi dat ook als single uit kwam.
Daarna produceerde hij voor Chimène Badi (2003- Entre nous), Nolwenn Leroy, Julie Zenatti en Élodie Frégé, Magalie Vaé (2006).
Toen Allison en Fabian in 2004 uit elkaar gingen, stopte ook hun professionele samenwerking.
Allison schreef ook mee aan meerdere nummers voor Chimène Badi (vijf nummers op Dis-moi que tu m'aimes), Michel Sardou (twee nummers op Du plaisir), Gino Quilico, Vincent Niclo, Marc-André Fortin, Suzie Villeneuve en Magalie Vaé.

## Erkentelijkheden
- 2004 - International Achievement Award (Francophone SOCAN Awards Montreal).[bron?]

- Bibliothèque nationale de France: cb14835774d (data)
- International Standard Name Identifier: 0000 0000 7369 7524
- MusicBrainz: 668e56a7-031e-4b32-aec3-7dca285e355a
- Virtual International Authority File: 47028496
- WorldCat: E39PCjqV76RmdQhQGrTrqg7XHP